# 有田八郎
有田 八郎（ありた はちろう、旧字体：有田 八郞、 1884年〈明治17年〉9月21日 - 1965年〈昭和40年〉3月4日）は、日本の外交官、政治家。貴族院議員（勅選）、衆議院議員（1期）。号は澤農。旧姓山本。新潟県平民。

## 来歴
新潟県佐渡郡真野村（現佐渡市真野）出身。山本家に生まれ、有田家の養子となった。早稲田中学校、第一高等学校を経て、1909年（明治42年）東京帝国大学法科大学独法科卒業、外務省入省。
外務省ではアジア局長、オーストリア公使、外務次官、ベルギー大使、中華民国大使などを務める。1936年（昭和11年）、廣田内閣の外務大臣として初入閣。1938年（昭和13年）2月10日に貴族院議員に勅撰。
同年9月10日、日中戦争への対処を行うために新設された外交顧問に佐藤尚武とともに就任するが、対中国機関問題が擱座したため同年9月29日に辞任。
一方、同年9月に宇垣一成が辞職以降空席となっていた外相ポストに板垣征四郎陸軍大臣、米内光政海軍大臣の同意を得て有田が就任（第1次近衛改造内閣）。以降、1939年（昭和14年）の平沼内閣、1940年（昭和15年）の米内内閣でそれぞれ外相を務める。1939年7月から8月にかけて、駐日英国大使ロバート・クレイギーとの間で有田・クレイギー会談があり、天津事件における英仏租界封鎖問題などが討議されたが、イギリス側の妥協によって、イギリスは中国で日本軍を妨害しないという原則的取決めが成立した（有田・クレーギー協定）。
1940年（昭和15年）7月3日、有田はラジオ放送を通じて新外交方針を訴えたが、陸軍側が誤解を招く表現があるとして反発。有田は畑俊六陸相を訪問して遺憾の意を伝え、一度は外務省と陸軍との間で問題解決が図られたが、7月16日に畑陸相が辞表を提出。米内内閣が総辞職に追い込まれた。
1946年（昭和21年）に公職追放。追放解除後の1953年（昭和28年）、第26回衆議院議員総選挙に際し故郷の旧新潟1区から革新系無所属として立候補し当選。のち、会派「小会派クラブ」に所属した。
1955年（昭和30年）、東京都知事選挙に革新統一候補（日本社会党推薦）として立候補したが落選。1959年（昭和34年）、都知事選に再び革新統一候補として挑戦するが落選。これを機に政界を引退した。
1961年（昭和36年）、自身の再婚と離婚（後述）の事情を誇張的に書き立てられ不安を覚えたとして、有田をモデルにしたとされる小説『宴のあと』を執筆した三島由紀夫および当時の単行本出版社を「プライバシー侵害」に当たるとして告訴（『宴のあと』裁判参照）したが、裁判中の1965年（昭和40年）3月4日に死去した。80歳没。訴訟は有田の没後に和解している。死没日付をもって銀杯一組を賜った。

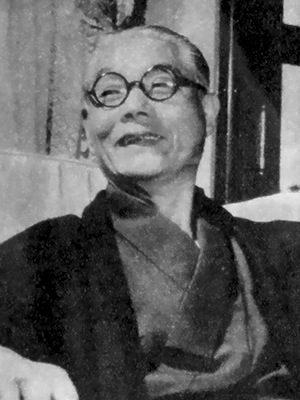
昭和28年（1953年）の肖像

## 政策
戦前は「欧米協調派」に対する「アジア派」の外交官として知られ、1936年（昭和11年）の廣田内閣時代に何度も蔣介石の国民政府との防共協定を提案しており、近衛内閣時代に「東亜新秩序建設」を推進した。日独防共協定を締結したが、日独伊三国同盟の締結には最後まで反対した。
追放解除後は革新陣営に属し、日本の再軍備に反対した。

## 人物
1953年（昭和28年）、有田は東京・白金台の料亭「般若苑」の経営者・畔上輝井（あぜがみ てるい、1906年 – 1989年）と再婚。1955年（昭和30年）に有田が都知事選に出馬すると、畔上は料亭を閉めて有田を支援。料亭を担保に選挙資金を得ようと五島慶太との間で話がまとまりそうになったが、岸信介首相の圧力で白紙になった。落選後、選挙運動のために莫大な借金ができ、有田は椎名町の広大な土地と自宅を売却した。一方畔上が料亭再開のための資金援助を吉田茂に頼んだことで、夫婦は揉め、1955年（昭和30年）に離婚した。

## 栄典
位階
- 1925年（大正14年）6月15日 - 正五位
- 1933年（昭和8年）5月22日 - 正四位
- 1940年（昭和15年）6月1日 - 正三位

勲章
- 1920年（大正9年）9月7日 - 勲四等旭日小綬章
- 1926年（大正15年）2月10日 - 旭日中綬章
- 1936年（昭和11年）5月11日 - 勲一等瑞宝章
- 1940年（昭和15年）8月15日 - 紀元二千六百年祝典記念章

外国勲章佩用允許
- 1936年（昭和11年）2月10日 - ベルギー王国：レオポルド勲章グランクロア、ルクセンブルク大公国：オーククラウン勲章グランクロア
- 1937年（昭和12年）11月22日 - ドイツ国：ドイツ鷲大十字勲章
- 1940年（昭和15年）9月6日 - ハンガリー王国：メリット・オングロアーズ勲章プルミエール
- 1943年（昭和18年）8月11日 - 中華民国政府：特級同光勲章

## 家族・親族

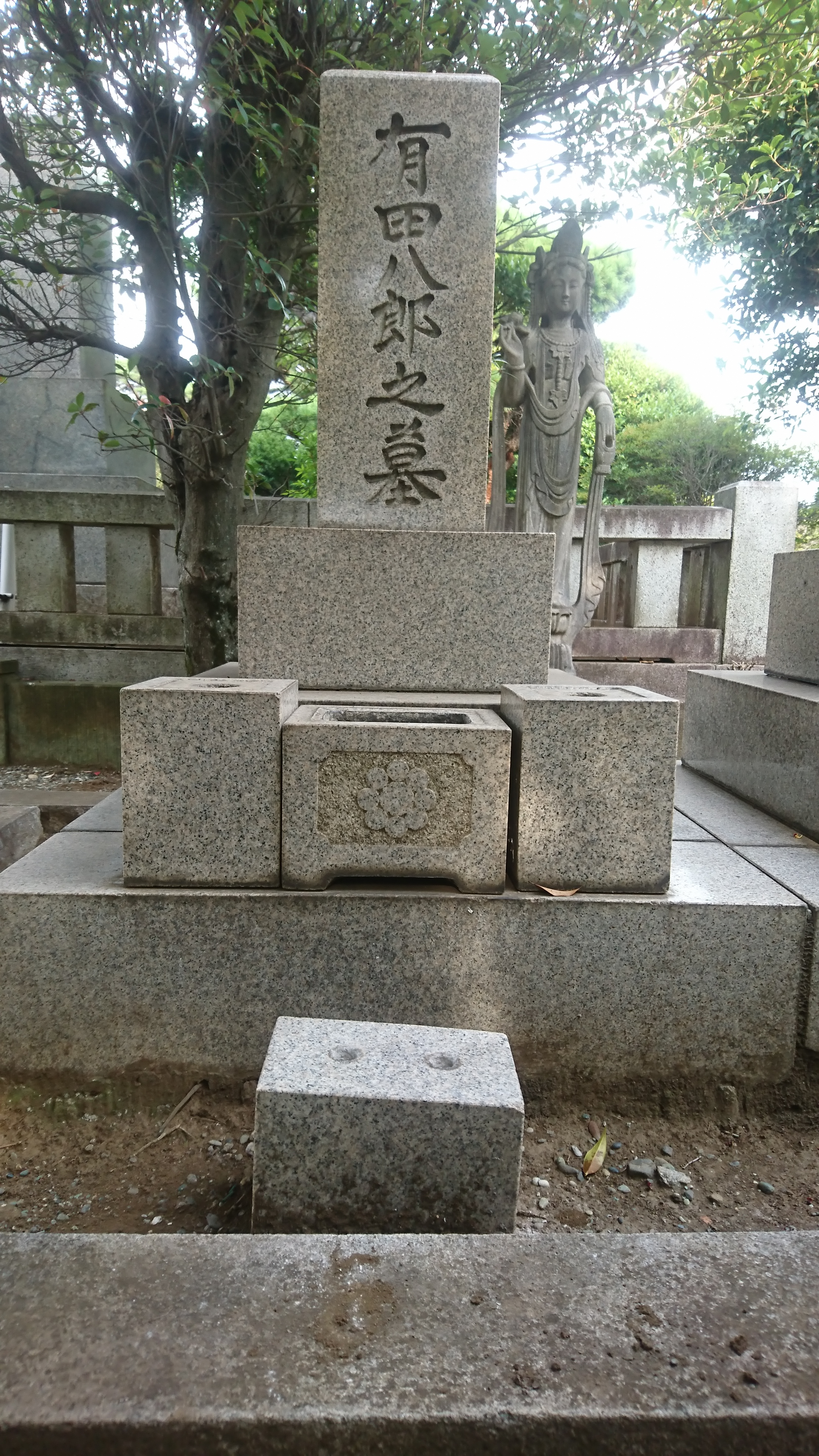
多磨霊園にある有田八郎の墓(現在はない)

### 山本家
新潟県佐渡郡真野村
- 父・山本桂 ‐ 漢方医
- 兄・悌二郎[4]
明治3年（1870年）生 - 1937年（昭和12年）12月死去
実兄の山本悌二郎は立憲政友会所属の政党政治家で、田中義一内閣及び犬養内閣で農林大臣を務めたことで知られている。

### 有田家
東京都新宿区下落合
- 養父・有田真平 ‐ 新潟日日新聞に寄稿した「皇室の繁栄と人民の幸福とは両立せしめざるべからず」が官憲により不敬思想と告発され、新潟監獄で27歳で病死。同情した八郎の父が有田家に八郎を養子に出した。[27]
- 前妻・ヤス（安子）[28]（新潟県、佐藤嘉十郎養妹[28]）
1887年（明治20年）8月生[3] - 高血圧症で死去。
  - 長男・有田辰郎[28]（分家する[28]）
1904年（明治37年）生[28]
  - 長女・道[28]（新潟県、佐藤嘉一郎に嫁す[28]）
1906年（明治39年）3月生[28]
  - 二女・萬里子[28]（山室宗文長男宗忠に嫁す[28]）
1912年（大正元年）生[28]
  - 四男・有田浩吉（1915-1979）[28]。医師
1915年（大正4年）生[28]。ハワイで生まれ、東京慈恵医大在学中の1940年に陸軍軍医少佐として中国出征、ハルビン陸軍病院長を経てシベリア抑留ののち、1950年に帰国、無医村だった埼玉県庄和村で医師を務めた[29]。
同妻・妙子 ‐ 男爵玉松公秋（玉松真幸四男）の娘[28]）
  - 五男・有田圭輔[28][30]（外務事務次官、国際協力事業団総裁）
1917年（大正6年）生　2005年（平成17年）没
- 後妻・畔上輝井（あぜがみ てるい、1906年 – 1989年） ‐ 般若苑経営者。1953年有田と結婚、1955年離婚（前妻の没後1944年より内妻となり、離婚後も関係は続き、1965年に有田の最期を看取った）[31]。長野県中野市の貧農の生まれ。長野師範学校卒[2]。三度の離婚を経て赤坂で割烹旅館「三河屋」を創業、1946年より三田で料亭「桂」を経営し、1948年に料亭「般若苑」を買い取り、社長となる[31][32]。「桂」は昭和電工疑獄の舞台となり、畔上は証人として1949年の参議院法務委員会に喚問された[33]。有田の選挙資金のため「桂」を売却、「般若苑」も抵当に入れ休業、夫婦で約1億円の借金を作り、般若苑を再開したい畔上と売却して借金清算にあてたい有田と揉めて離婚、吉田茂、佐藤栄作、平林たい子、井深大らの援助を受けて般若苑を再開[32]。日本初のプライバシー侵害訴訟として知られる三島由紀夫の小説『宴のあと』の登場人物・福沢かづのモデル[31][32]。大宅壮一は「強女山脈の三奇峰」として平林たい子、婦人経済連盟理事長の竹内寿恵と並んで畔上を挙げている[34]。

## 著作
- 『第六十九回帝国議会ニ於ケル有田外務大臣演説（昭和十一年五月六日）』[外務省]、1936年。 NCID BA30626252。全国書誌番号:46062839。
- 『第七十回帝国議会ニ於ケル有田外務大臣演説（昭和十二年一月二十一日）』[外務省]、1937年。 NCID BA43995116。全国書誌番号:46061842。
- The address of Mr. Hachiro Arita, Minister for Foreign Affairs, at the 70th Session of the Imperial Diet, January 21, 1937. Ministry of Foreign Affairs. (1937). NCID BA76503432. 全国書誌番号:22029500
- 『上奏』[出版者不明]、1945年7月。 NCID BB28484742。
- 『人の目の塵を見る 外交問題回顧録』大日本雄弁会講談社、1948年10月。 NCID BN0822985X。全国書誌番号:46009248 全国書誌番号:48008703 全国書誌番号:61002455。
- 『私の見る再軍備』朝日新聞社、1952年4月。 NCID BA36033912。全国書誌番号:52004506。
  - 『私の見る再軍備』（新装版）朝日新聞社、1952年12月。 NCID BN14697091。全国書誌番号:65009443。
- 『どうする？ 日本の再軍備』憲法擁護国民連合、1954年2月。 NCID BN14052132。全国書誌番号:54002504。
- 石見栄吉 編『終戦建白書』大学書房、1957年11月。 NCID BC02440818。
- 『これからの東京 都政改革への私見』日本社会党出版部、1958年3月。全国書誌番号:77100995。
- 『馬鹿八と人はいう 一外交官の回想』光和堂、1959年12月。 NCID BN05466189。全国書誌番号:60002486。
  - 『馬鹿八と人はいう 一外交官の回想』竹内洋解説、中央公論新社〈中公文庫〉、2022年2月。ISBN 9784122071636。
- 『日本外交史人物叢書』 第16巻、吉村道男監修、ゆまに書房、2002年12月。ISBN 9784843306826。 NCID BA60514870。全国書誌番号:20395609。
  - 復刻での収録：「人の目の塵を見る」、「馬鹿八と人はいう」